# Emre Can
Emre Can (Frankfurt del Main, 12 de gener de 1994) és un futbolista alemany, d'ascendència turca, que juga com a migcampista amb el Borussia Dortmund i la selecció alemanya. Jugador versàtil, pot jugar com a migcampista defensiu o com a defensa central.
Va començar la seva carrera professional al FC Bayern de Múnic, jugant principalment en el filial del club abans de ser traspassat al Bayer Leverkusen el 2013. Una temporada més tard, va signar pel Liverpool per 9,75 milions de lliures, on va jugar més de 150 partits en totes les competicions abans de fitxar per la Juventus FC el 2018.
Va poder representar Alemanya a les categories inferiors des dels 15 anys fins als 21 anys, i va participar en el Campionat d'Europa sub-21 de 2015. Va debutar amb la selecció absoluta el setembre de 2015 i va ser seleccionat per al Campionat d'Europa de 2016. L'any següent, va formar part de l'equip alemany que va guanyar la Copa Confederacions 2017 a Rússia.

## Palmarès
FC Bayern de Múnic
- 1 Lliga de Campions de la UEFA: 2012-13
- 1 Bundesliga: 2012-13
- 1 Copa alemanya: 2012-13
- 1 Supercopa alemanya: 2012

Juventus FC
- 1 Serie A: 2018-19
- 1 Supercopa italiana: 2018

Borussia Dortmund
- 1 Copa alemanya: 2020-21

Selecció alemanya
- 1 Copa Confederacions de la FIFA: 2017